# El velorio (Jara)
El velorio es un óleo sobre tela del pintor costumbrista José María Jara, pintado en 1889. Se muestra una ceremonia fúnebre en una capilla de estilo barroco, en ella se encuentra un grupo de afligidos campesinos por la muerte de algún ser querido. Ha estado en la colección permanente del Museo Nacional de Arte, INBA desde el año de 1982.

## Autor
La historia de la vida de José María Jara es poco concreto, pues en varias fuentes se señala que nació en Orizaba,Veracruz en el año de 1866, y en otras fuentes se dice que nació en Tecamachalco, Puebla en 1867. Lo que sí se conoce de él es que fue un pintor costumbrista y tuvo una buena educación; fue estudiante de la academia de san Carlos, entró a estudiar en el año de 1881 y tuvo como maestros a grandes artistas como, Félix Parra, José María Velasco, J. Salomé Pina y Santiago Rebull.
En el año de 1889 fue galardonado con dos premios, uno en la exposición Internacional de París, con la obra El velorio, la cual fue merecedor a la medalla de bronce. El segundo premio fue por su obra Fundación de Tenochtitlan, la cual resultó ganadora en la Exposición de la Escuela de Bellas Artes.
Mucho después Jara se mudaría a la ciudad de Morelia, donde desarrollaría una carrera educativa por 44 años siendo maestro de la cátedra de dibujo y pintura en la Academia de Bellas Artes de la escuela de San Nicolás de Hidalgo. Después, en 1922, fue designado director provisional de la academia y, más adelante, rector de la Universidad de San Nicolás de Hidalgo. En la última fase de su carrera, sus composiciones pictóricas se centraron en el paisaje y la fotografía. Finalmente José María Jara murió en la metrópoli de Morelia en 1939.

## Estilo e iconografía
José María Jara fue un pintor costumbrista; es decir, este se dedicaba a retratar la vida cotidiana de campesinos y trabajadores, haciendo que su pintura fuera una forma de representar los eventos naturales del entorno social. El autor no se molestaba con los planes del festival del campesino idealizado, por el contrario, sorprende con majestuosidad y solemnidad en el papel dando su sello de respeto, muestra amabilidad respetuosamente lejos de la costumbre y el dolor sincero de los humildes agricultores.
El velorio era una nueva pintura en el ámbito artístico mexicano, no solo porque rompió el realismo hasta entonces presente, sino que retomó la vida en el campo a través de la representación de los campesinos, así como una " imagen renovada de la piedad rural".
Jara también ayudó a conmemorar de forma alegórica la ocupación un ejemplo de restauración de la imagen de la zona rural, en la obra los agricultores no llevan una ropa especial de luto, su atuendo es sencillo, gastado, un atuendo muy normal, así él nos muestra la verdadera crudeza de cómo era la vida del campo durante esa época.
La obra nos muestra también el fin de un velatorio, esto se sabe por este hombre que está arrodillado en el centro de la composición y que sostiene una cuerda y una pala justo para sepultar al difunto.
Otro tema muy importante son las figuras principales de la obra, pues aunque se trate de la representación de un velorio, el muerto, el difunto no es la figura principal. Al contrario, Jara muestra la melancolía de las otras personas y les otorga un papel muy importante. Por ejemplo, a la mujer que es el centro de la pintura y que parece que está presidiendo la ceremonia; así como los otros asistentes que no visten ropa de luto, sino su ropa de todos los días. Otro aspecto a destacar es la falta de la tradicional figura o persona religiosa, por lo que se puede entender que la mujer es la que sustituye a la persona religiosa, pero de igual manera en segundo plano se puede apreciar un retablo o estatuilla religiosa.
La pintura crea un sincretismo entre el México prehispánico y el México contemporáneo, ya que se pueden apreciar elementos de estas dos épocas. De igual manera retrata la forma única de cómo se trata el tema de la muerte en México.
Una cuestión que es muy perceptible de la obra es el uso de la luz, pues hace uso del claroscuro o tenebrismo, y con varios puntos de fuga, los cuales se pueden apreciar desde la parte donde se encuentra la parte fúnebre hasta la mujer central; así gradualmente apagándose, pero principalmente la iluminación de color anaranjado es lo que más lo distingue ya que está asociado a las tradiciones prehispánicas, con el distintivo color de las flores de cempasúchil y los colores de los tradicionales altares de muertos.

## Premios
La obra fue premiada con una medalla de bronce en la Exposición Universal de París de 1889 con el título Entierro de un indígena. La obra formaba parte del contingente artístico que el gobierno mexicano envió para representarlo en ese certamen. Gracias a esto la pintura en distintos tiempos ha sido criticada y analizada, teniendo así varios puntos de vista, desde personas que la comparan con una pintura academicista, hasta llamarla como una de las obras más importantes y valiosas de la historia de México.
Actualmente la pintura se encuentra exhibida en el Museo Nacional de Arte (MUNAL) en CDMX.

## Detalles[6]

Detalles de El velorio de José María Jara, exhibida en el Museo Nacional de Arte.
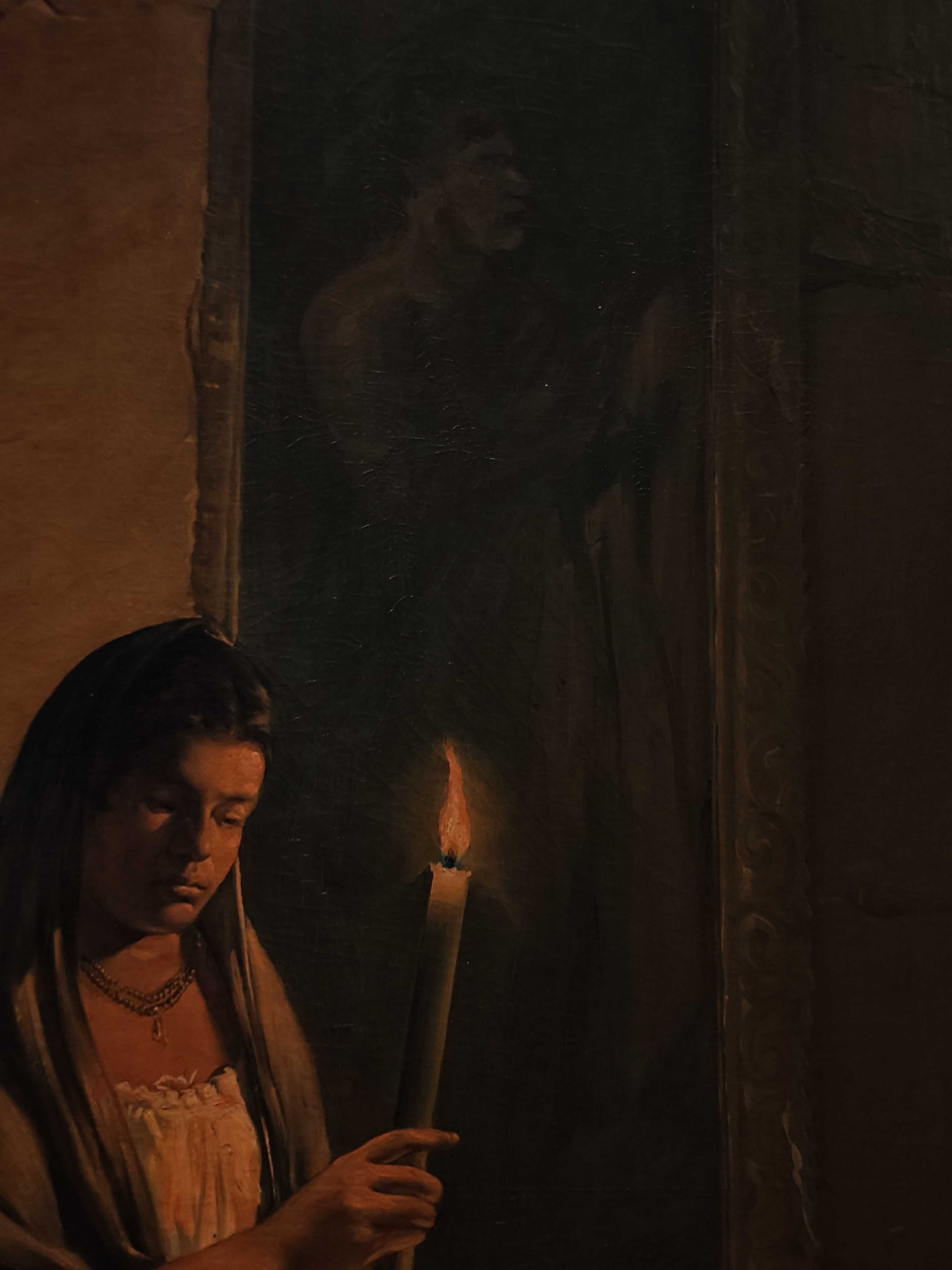
Relieve prehispanico
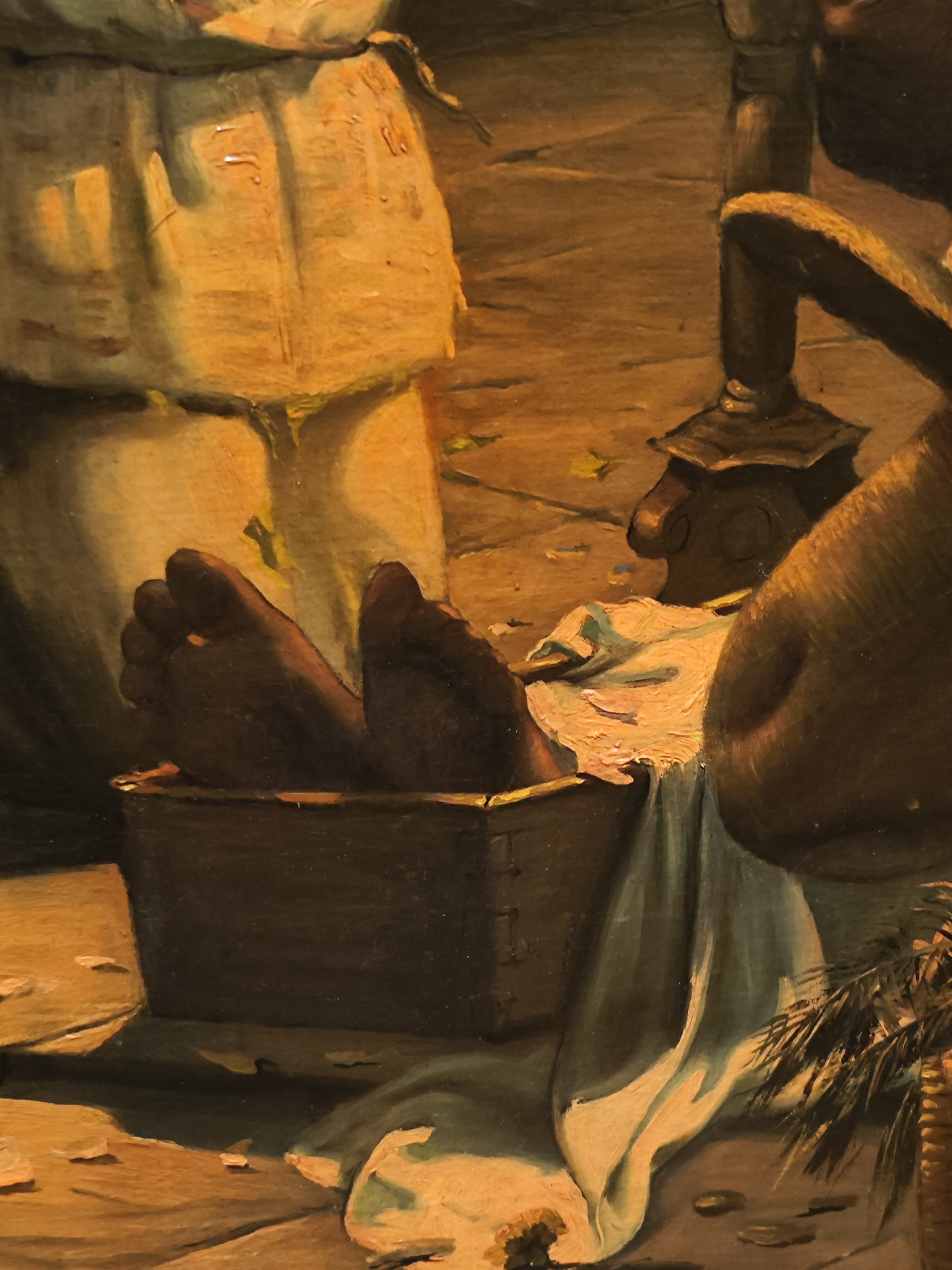
Pies del finado
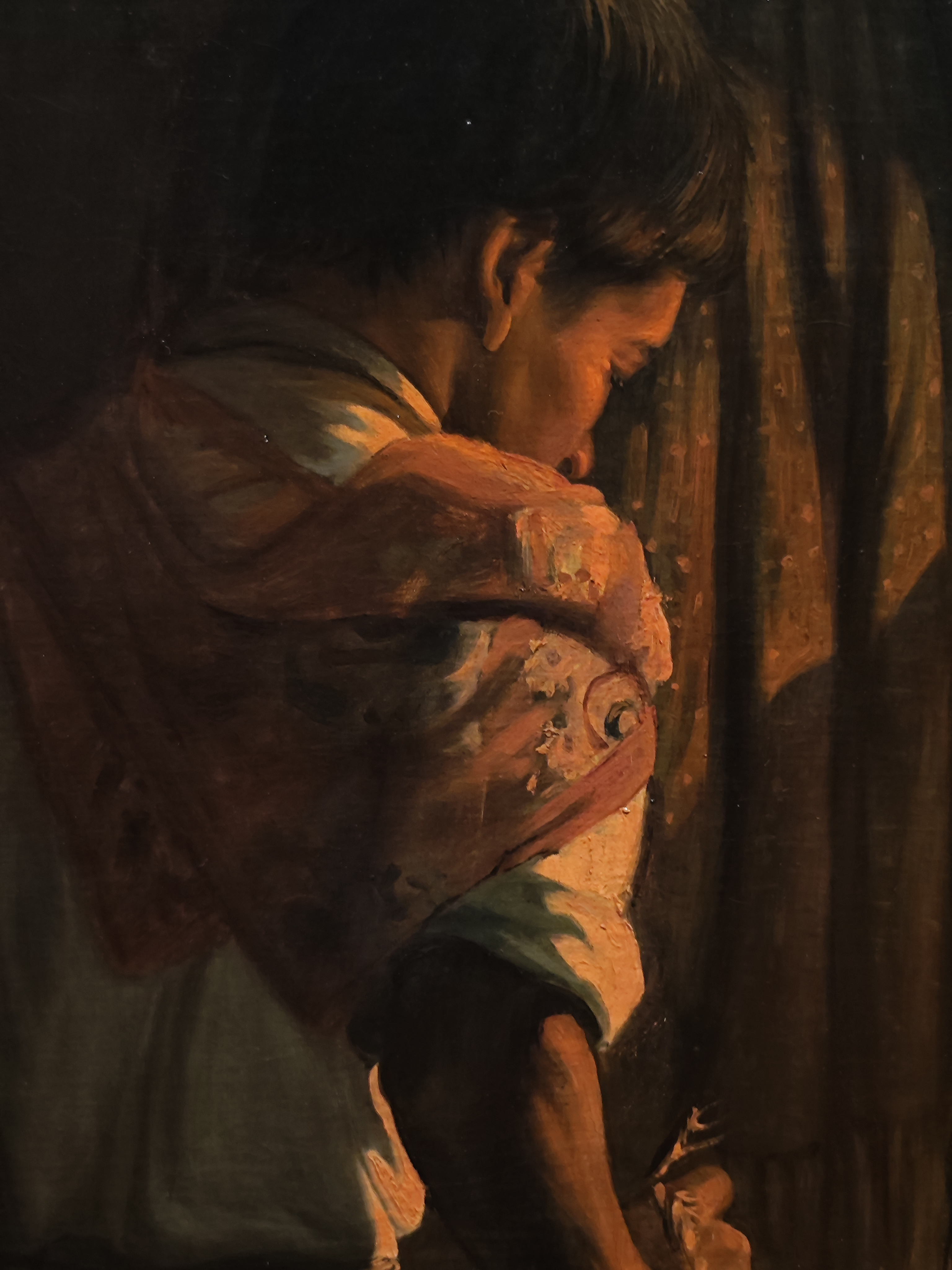
Asistente al velorio
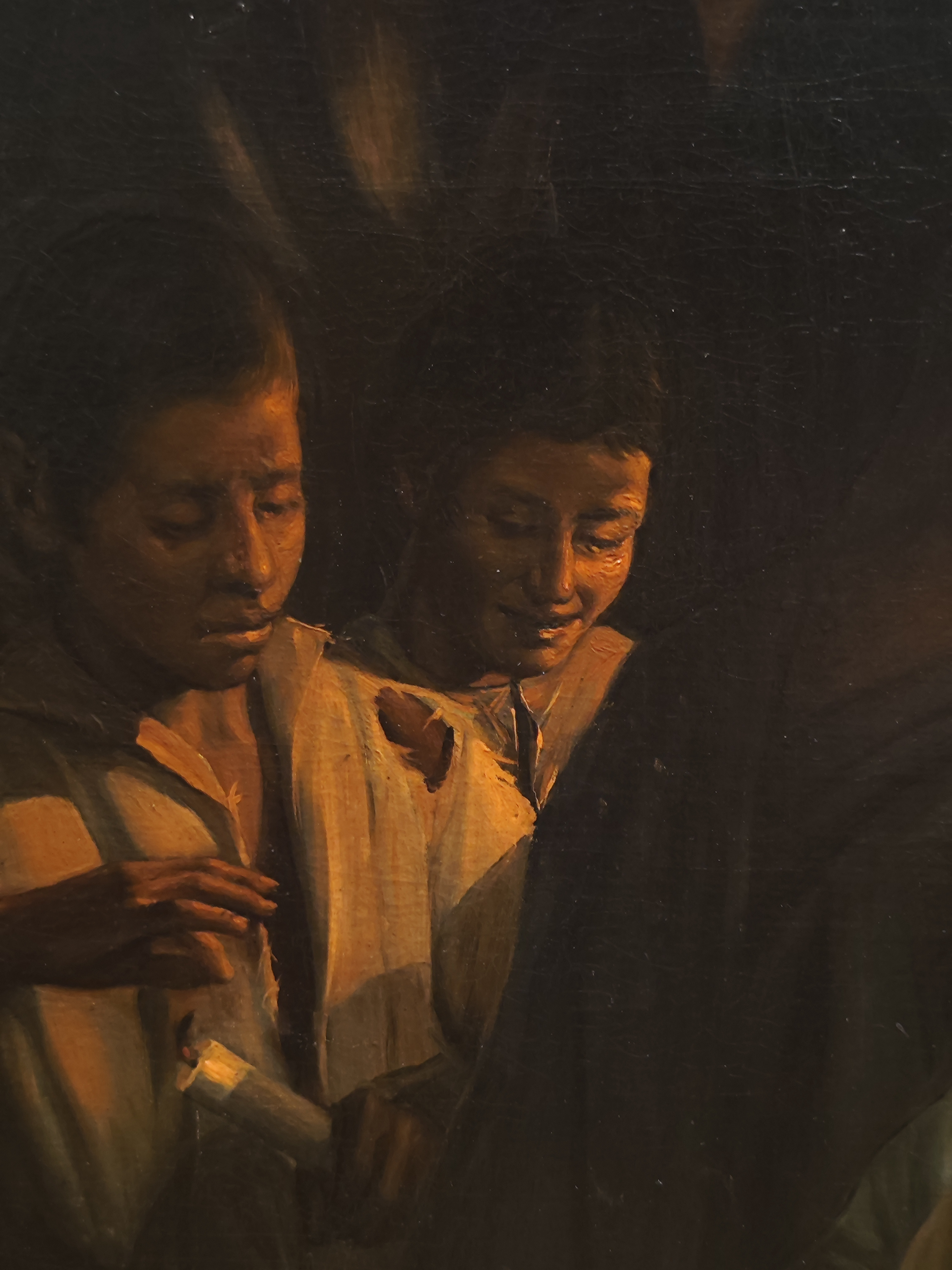
Asistente al velorio
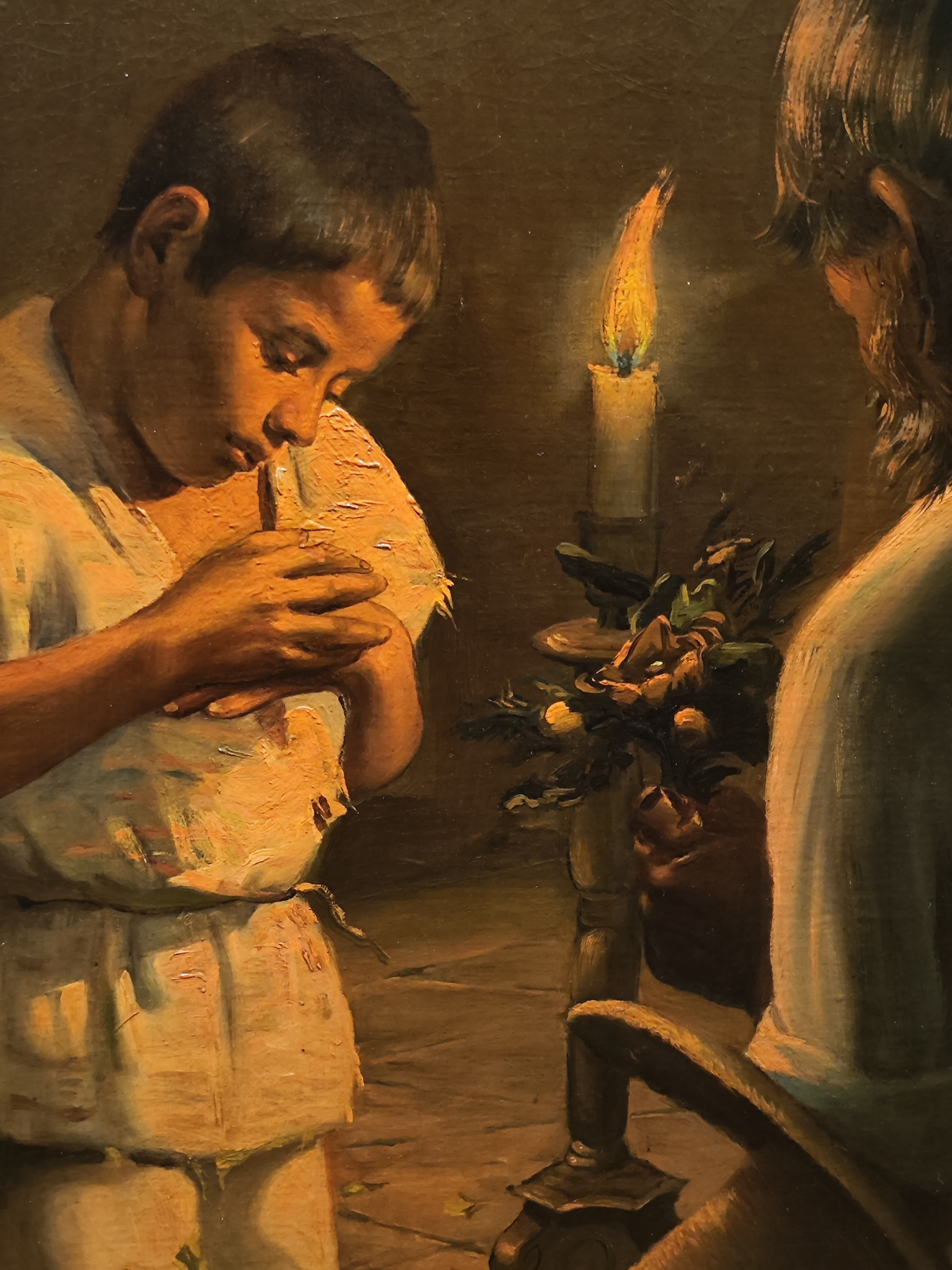
Asistente al velorio y vela
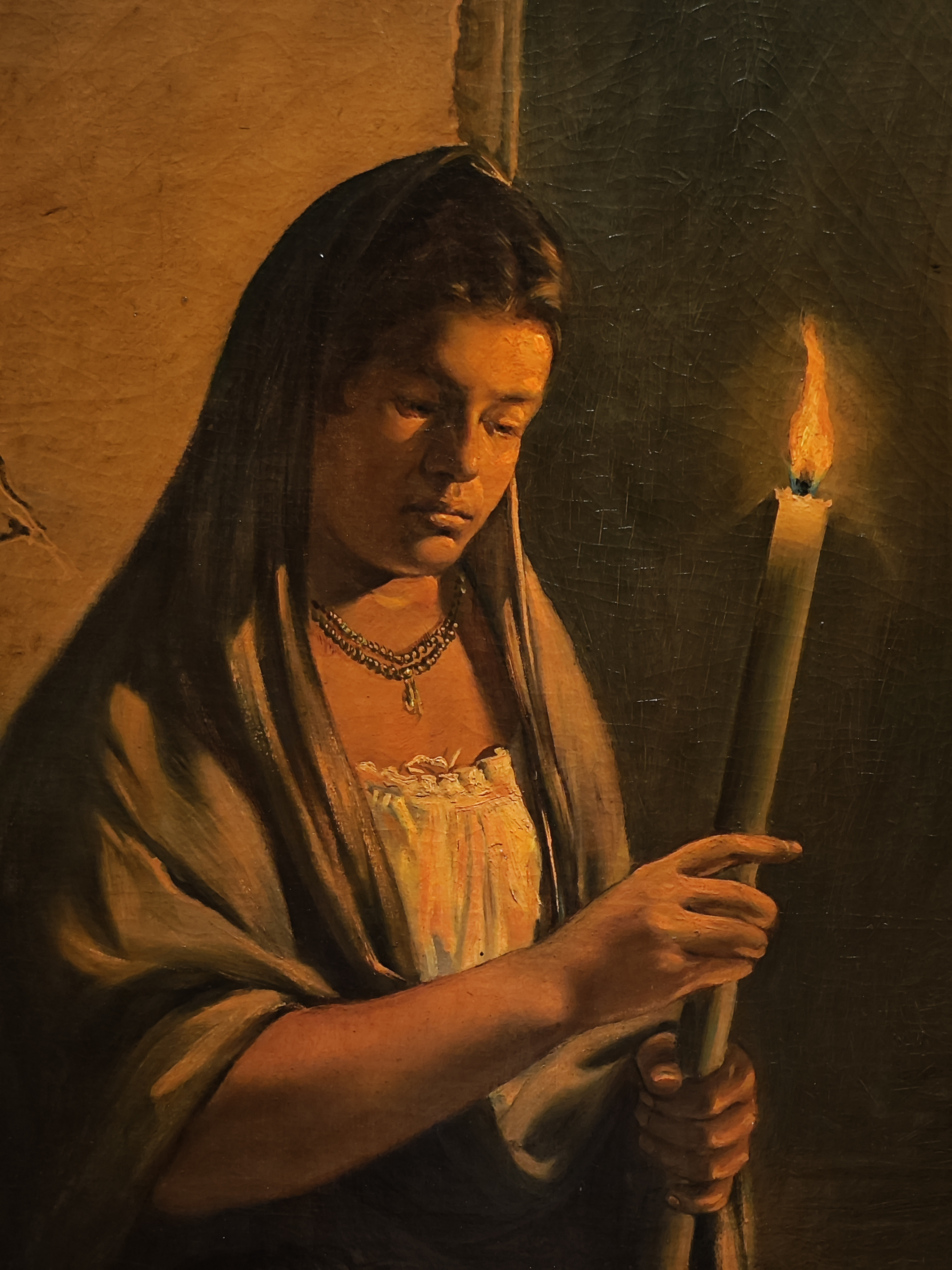
Asistente al velorio y vela